# القرن 6
| عقد 490 | 490 | 491 | 492 | 493 | 494 | 495 | 496 | 497 | 498 | 499 |
| عقد 500 | 500 | 501 | 502 | 503 | 504 | 505 | 506 | 507 | 508 | 509 |
| عقد 510 | 510 | 511 | 512 | 513 | 514 | 515 | 516 | 517 | 518 | 519 |
| عقد 520 | 520 | 521 | 522 | 523 | 524 | 525 | 526 | 527 | 528 | 529 |
| عقد 530 | 530 | 531 | 532 | 533 | 534 | 535 | 536 | 537 | 538 | 539 |
| عقد 540 | 540 | 541 | 542 | 543 | 544 | 545 | 546 | 547 | 548 | 549 |
| عقد 550 | 550 | 551 | 552 | 553 | 554 | 555 | 556 | 557 | 558 | 559 |
| عقد 560 | 560 | 561 | 562 | 563 | 564 | 565 | 566 | 567 | 568 | 569 |
| عقد 570 | 570 | 571 | 572 | 573 | 574 | 575 | 576 | 577 | 578 | 579 |
| عقد 580 | 580 | 581 | 582 | 583 | 584 | 585 | 586 | 587 | 588 | 589 |
| عقد 590 | 590 | 591 | 592 | 593 | 594 | 595 | 596 | 597 | 598 | 599 |
| عقد 600 | 600 | 601 | 602 | 603 | 604 | 605 | 606 | 607 | 608 | 609 |

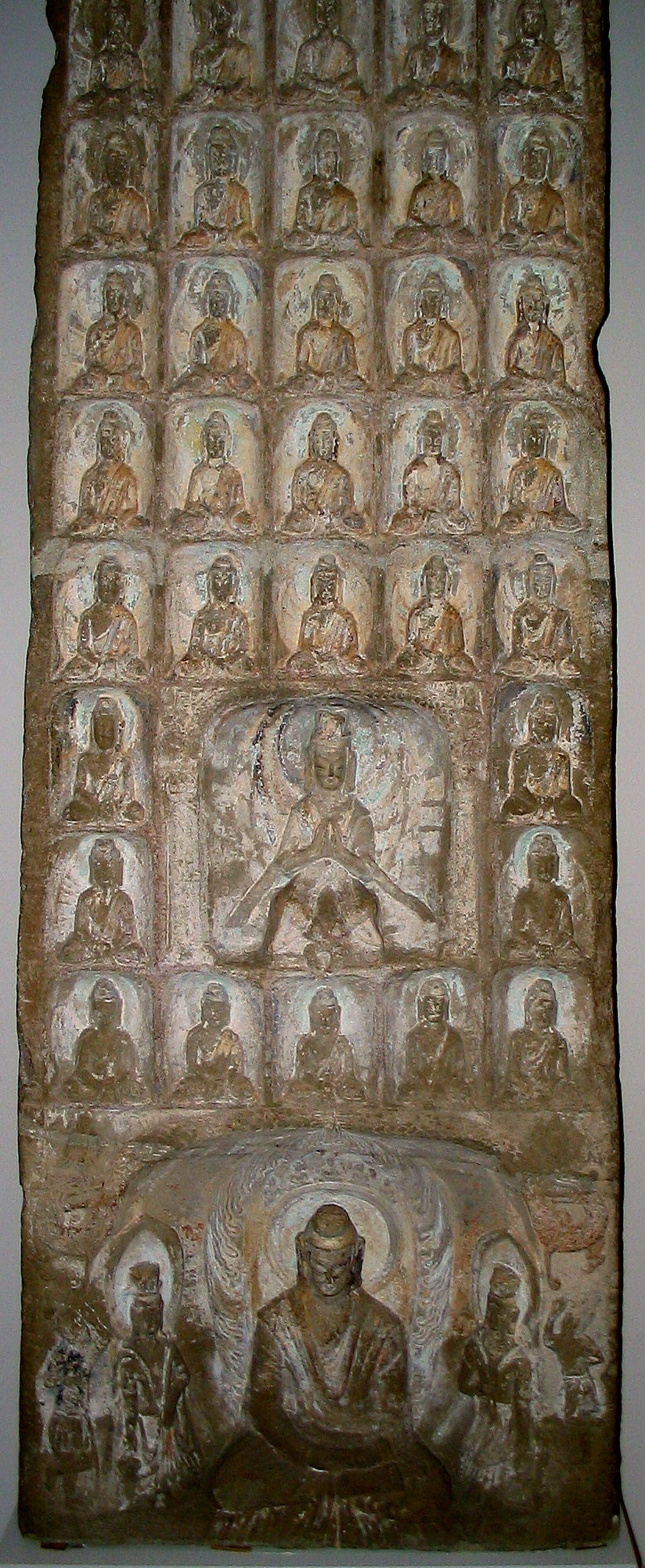
Les rois de la terre à l'époque antique ملوك الأرض في العصر القديم

القرن السادس هو الفترة الزمنية الممتدة من اليوم الأول لعام 501 إلى اليوم الأخير من عام 600 حسب التقويم الميلادي.
في هذا القرن استعادت الإمبراطورية الرومانية الشرقية قوتها في عهد الإمبراطور جستنيان الذي استعاد شبه الجزيرة الإيطالية بما فيها روما بعد القضاء على مملكة القوط الشرقيين كما ضمت آسيا الصغرى وسوريا وشبه جزيرة البلقان واستعاد الساحل الجنوبي لأسبانيا من القوط الغربيين وشمال إفريقيا بعد القضاء علي الواندال.
ظهور مملكة الفرنجة كقوة ناشئة في الغرب تحت قيادة السلالة الميروفنجية التي اتخذت من باريس عاصمة لها وتوسعت في اقطانية وبروفانس وبورغاندي.
ضرب وباء الطاعون الدملي أوروبا وشمال افريقيا والشرق الأوسط أدى إلى وفاة ما يقدر بنحو 25-50 مليون شخص خلال قرنين.

## أحداث
- 502 سقوط سلالة تشي الجنوبية وحلت محلها سلالة ليانغ في الصين.
- 507 تمكن ملك الفرنجة كلوفيس الأول من هزيمة القوط الغربيين في معركة فيولي والسيطرة على أقطانية وإجبار القوط على العودة إلى إسبانيا.
- 507 وفاة ملك القوط الغربيين ألاريك الثاني في أغسطس وخلفه ابنه امالريك تحت وصاية جده لأمه ثيودوريك العظيم ملك القوط الشرقيين الذي وحد المملكتين الشرقية والغربية.
- 511 وفاة ملك الفرنجة كلوفيس الأول في نوفمبر قسمت المملكة بين أبنائه شيلديبيرت الأول ملك على باريس وكلوتير الأول على سواسون وكلودومير الأول على أورليون وثيودوريك الأول على رايمز.
- 518 وفاة الأمبراطور البزنطي أناستاسيوس  الأول في يوليو وخلفه جستين الأول.
- 522 دخول البوذية اليابان عن طريق الصين.
- 526 وفاة ملك القوط وملك إيطاليا ثيودوريك العظيم في أغسطس وخلفه حفيده أتالاريك انقسمت الدولة إلى مما كانت عليه قبل ثيودريك إلى مملكة القوط الشرقيين في إيطاليا ومملكة القوط الغربيين في اسبانيا.
- 527 وفاة الأمبراطور البزنطي جستين الأول في أغسطس وخلفه ابنه بالتبني جستينيان الأول.
- 530 قام ملك حمير اليهودي يوسف بن شراحبيل (ذو نواس) بقتل مسيحيي نجران فدعمت الامبراطورية البزنطية مملكة أكسوم الحبشية (أثيوبيا) في غزوها لليمن وتولى القائد الحبشي أرياط  الحكم بعد أن قضى على الملك ذو نواس الحميري.
- 531 وفاة شاه الساسانيين قباد الأول في سبتمبر وخلفه ابنه كسرى الأول.
- 531 تنازل القوط الشرقيون عن بروفنس لمملكة الفرنجة.
- 532 وقع الأمبراطور البزنطي جستنيان الأول معاهدة سلام مع شاه الساسانيين كسرى الأول حيث وافق على دفع جزية سنوية كبيرة للساسانيين لتأمين حدوده الشرقية قبل بدء فتوحاته الغربية لاستعادة الشطر الغربي من الإمبراطورية الرومانية.
- 533 تمكن الإمبراطور البزنطي جستنيان الأول من استعادة إقليم إفريقية والقضاء علي الوندال.
- 534 وفاة ملك القوط الشرقيون أتالاريك في أكتوبر وخلفه ثيوداهاد
- 534 الإمبراطور البزنطي جستنيان الأول يصدر القانون المدني المسمى قانون جستنيان.
- 534 تمكنت مملكة الفرنجة من اخضاع مملكة بورغندي وضمها للملكة.
- 535 استقل أبرهة الحبشي عن الدولة الاكسومية في الحبشة وأعلن نفسه ملكاً على اليمن.
- 542 الطاعون الدملي يصل القسطنطينية وبتسبب في موت 230,000 شخص في المدينة وحوالي مليونين داخل الإمبراطورية.
- 543 سقوط إمبراطورية جوبتا في شمال الهند بعد هجوم شعب الهونا القادم من وسط أسيا وعاد شمال الهند مجموعة من الممالك الصغيرة.
- 551 نجح الإمبراطور البزنطي جستنيان الأول في استعادة شبه الجزيرة الإيطالية والقضاء على مملكة القوط الشرقيين.
- 554 تمكن الإمبراطور البيزنطي جستنيان الأول من استعادة الجزء الجنوبي الشرقي لإسبانيا حتى قرطبة من مملكة القوط الغربيين.
- 555 حقق الإمبراطور البيزنطي جستنيان الأول انتصارات في معظم الحروب باستثناء منطقة البلقان التي خضعت لتوغلات متكررة من السلاف
- 560 الآفار من الشعوب الرُحل التركية سيطروا في القرنين الرابع والخامس على وسط آسيا  وعندما أجلتهم قبائل أقوى منهم اندفعوا غربا واستقروا في داكيا (رومانيا). اضطر الإمبراطور البيزنطي جستنيان الأول لعقد معاهدة ودفع لهم جزية سنوية للتوقف عن مهاجمة حدود الإمبراطورية.
- 561 وفاة ملك الفرنجة كلوتير الأول في نوفمبر وقسمت المملكة بين أبنائه.
- 565 وفاة الأمبراطور البيزنطي جستنيان الأول في نوفمبر وخلفه أبن أخيه جستين الثاني.
- 569 اللومبارد قبائل جرمانية هاجروا إلي بانونيا ومنها قاد الملك ألبوين شعبه لغزو إيطاليا التي تراجع عدد سكانها بعد  الحرب القوطية الطويلة فسيطروا على جميع المدن الرئيسية شمال نهر البو وأسسوا مملكة لومبارديا في إيطاليا وعاصمتها بافيا.
- 570 عمل ملك اليمن أبرهة الحبشي على نشر الديانة المسيحية في الجزيرة العربية وعمد إلى بناء كنيسة كبيرة في صنعاء تسمى (القليس) ليحج العرب إليها مما أدى إلى استياء العرب فقاموا بتدنيس القليس ورميها بالقاذورات مما دفع بأبرهة الحبشي إلى غزو مكة.
- 570 قاوم اليمنيين للتخلص من حكم الأحباش حتى تمكنوا بمساعدة الساسانيين من الانتصار على الأحباش بقيادة مسروق بن أبرهة في معركة حضرموت ونصب كسرى سيف بن ذي يزن والياً على اليمن على أن يدفع الجزية للإمبراطورية الساسانية.
- 571 فشل حملة عسكرية بقيادة أبرهة الحبشي على مكة لهدم الكعبة باستخدام فيل، وسمي العام القمري لذلك بعام الفيل.
- 571 مولد النبي محمد.
- 572 رفض الإمبراطور البيزنطي جستين الثاني دفع الجزية السنوية للفرس مما أدى لاندلاع الحرب بين الدولتين فاجتاح الساسانيين سوريا واستولوا على حصن دارا الإستراتيجي الهام.
- 573 م أستغل الآفار انشغال الإمبراطورية البزنطية بحروبهم ضد الإمبراطورية الساسانية وهاجم ممتلكات الامبراطورية في الدانوب فسقطت قلعة سيرميوم البلقانية في يد قبائل آفار. في حين شق السلاف طريقهم عبر نهر الدانوب.
- 578 وفاة الإمبراطور البيزنطي جستين الثاني في أكتوبر وخلفه صديقه تيبيريوس.
- 578 انتصار الإمبراطورية البيزنطية على الإمبراطورية الساسانية في أرمينيا.
- 579 وفاة الشاه الساساني كسرى الأول وخلفه ابنه هرمز الرابع.
- 581 بعد وفاة زوج ابنته ملك مملكة زو الشمالية استولى وين على العرش بالقوة وتوج ملكا على مملكة زو مؤسسا سلالة سوي الحاكمة.
- 582 اغتيال الإمبراطور البيزنطي تيبيريوس في أغسطس وخلفه زوج ابنته موريكيوس.
- 589 قام الإمبراطور وين من سوي بغزو مملكة سلالة تشن الجنوبية موحدا مملكتي الشمال والجنوب تحت حكم سلالة سوي الحاكمة في الصين.
- 590 اطاح القائد بهرام بالشاه الساساني هرمز الرابع وتوج شاه للساسانيين. تدخل الأمبراطور البزنطي موريكيوس في الحرب الأهلية الفارسية ونصب كسرى الثاني الوريث الشرعي مرة أخرى على العرش وزوجه ابنته نتج عن معاهدة موريكيوس مع صهره الفارسي أن توسعت الإمبراطورية شرقًا إلى حد لم يتحقق من قبل.
- 593 بداية فترة أسوكا في اليابان بعد اغتيال زعيم عشيرة الـسوكا للإمبراطور السابق سوكشون وتتويج الإمبراطورة سويكو. أهم ما يميز فترة اسوكا هو انفتاح البلاد على الثقافتين الصينية والكورية وانتشار البوذية.

## مواليد
- 22 أبريل 571: النبي محمد.